# Бозколь (озеро)
Бозколь (каз. Бозкөл) — озеро в Карабалыкском районе Костанайской области Казахстана. Находится в 4 км к западу от ж. д. ст. Босколь.
По данным топографической съёмки 1943 года, площадь поверхности озера составляет 1,82 км². Наибольшая длина озера — 1,8 км, наибольшая ширина — 1,5 км. Длина береговой линии составляет 5 км, развитие береговой линии — 1,04. Озеро расположено на высоте 243,2 м над уровнем моря.